# Dave Schwartz
David "Dave" Schwartz (Filadelfia, Pensilvania, 20 de febrero de 1953 – Atlanta, Georgia, 30 de julio de 2016) fue un meteorólogo y presentador de televisión estadounidense.
Schwartz presentó múltiples programas para The Weather Channel y se caractarizó por presentar la información meteorológica de una manera tranquila y con un ligero sentido del humor que lo hizo popular entre los espectadores.

## Biografía
Schwartz nació el 20 de febrero de 1953 en Filadelfia, Pensilvania, donde creció y se licenció en psicología en la Universidad de Temple. Recibió un certificado en estudios de meteorología de la Universidad Estatal de Misisipi.
Schwartz se unió a The Weather Channel en 1985, inicialmente como asistente de redacción mientras trabajaba para el Departamento de Salud del Condado de Fulton en Georgia. Se convirtió en un meteorólogo ante la cámara en 1991. Poco después de que NBC/Comcast comprara The Weather Channel en 2008, Schwartz fue uno de los pocos meteorólogos en cámara que fueron despedidos en una reorganización de la empresa. Después de años de comentarios de los espectadores, incluido un sitio web llamado «Bring Back Dave Schwartz» («Traed de vuelta a Dave Schwartz») el canal lo contrató nuevamente en la primavera de 2014.
Muerte
Schwartz murió el 30 de julio de 2016, después de una batalla de diez años contra el cáncer de páncreas y estómago, al primero de los cuales venció dos veces. Tenía 63 años.